# Cindy Brogdon
Cinderella Jane Cindy Brogdon (nacida el 25 de febrero de 1957 en Buford, Georgia) es una exjugadora de baloncesto estadounidense. Consiguió 1 medalla de plata con Estados Unidos en los Juegos Olímpicos de Montreal 1976.